# Брест (Беларус)
Вижте пояснителната страница за други значения на Брест.
Брест (на беларуски: Брэст; на руски: Брест; на полски: Brześć, Brześć Litewski, Brześć nad Bugiem), известен още като Брест-Литовск, е град в югозападната част на Беларус, административен център на Брестка област. Населението на града е 347 576 души (по приблизителна оценка от 1 януари 2018 г.).

## История
За пръв път градът е упоменат през 1019 година. В града е разположен мемориалът „Брестката крепост“, която е удържала на нацисткото нашествие в продължение на цял месец през 1941 г.; през 1965 година е обявена за Крепост-герой. В Брест е подписан Брест-Литовският мирен договор, с който през 1918 г. се прекратява войната между Съветска Русия и Централните сили, вкл. и България.

## География
Разположен е близо до река Западен Буг и границата с Полша.

## Побратимени градове
- Бяла Подляска, Полша
- Луцк, Украйна
- Москва, Русия
- Орел (град), Русия
- Петрозаводск, Русия
- Плевен, България
- Сен Никола, Белгия

## Топографически карти
- Лист от карта N-34-XXXVI Брест. Мащаб: 1 : 200 000. Състояние на местността към 1972-1985 год. Издание 1986 г.